# Maurie Plant Meet – Melbourne 2023
Das Maurie Plant Meet – Melbourne 2023 war eine Leichtathletik-Veranstaltung, die am 22. und 23. Februar im Lakeside Stadium in der Hauptstadt des Bundesstaates Victoria, Melbourne stattfand. Es war die zweite Veranstaltung der World Athletics Continental Tour und sie zählt zu den Gold-Meetings, womit erstmals ein Meeting dieser Stufe in Ozeanien stattfand. In den Vorjahren fand das Meeting unter dem Namen Melbourne Track Classic statt. Der Diskusbewerb der Herren wurde bereits am 22. Februar ausgetragen.

## Resultate

### Männer

#### 100 m
| Platz | Athlet             | Land | Zeit (s) |
| ----- | ------------------ | ---- | -------- |
| 1     | Rohan Browning     | AUS  | 10,26    |
| 2     | Edward Osei-Nketia | NZL  | 10,27    |
| 3     | Tiaan Whelpton     | AUS  | 10,39    |
| 4     | Jacob Despard      | AUS  | 10,45    |
| 5     | Jake Doran         | AUS  | 10,47    |
| 6     | Joshua Azzopardi   | AUS  | 10,51    |
| 7     | Jack Hale          | AUS  | 10,54    |
| 8     | Connor Bond        | AUS  | 10,64    |
| 9     | Sebastian Sultana  | AUS  | 10,68    |

Wind: −1,7 m/s

#### 200 m
| Platz | Athlet         | Land | Zeit (s) |
| ----- | -------------- | ---- | -------- |
| 1     | Fred Kerley    | USA  | 20,32 WL |
| 2     | Rohan Browning | AUS  | 20,71    |
| 3     | Aidan Murphy   | AUS  | 20,76    |
| 4     | Michael Ohioze | GBR  | 20,88    |
| 5     | Jacob Despard  | AUS  | 20,91    |
| 6     | Calab Law      | AUS  | 21,01    |
| 7     | Jake Doran     | AUS  | 21,07    |
| 8     | Jun Yamashita  | JPN  | 21,12    |

Wind: −0,9 m/s

#### 800 m
| Platz | Athlet                       | Land | Zeit (min) |
| ----- | ---------------------------- | ---- | ---------- |
| 1     | James Preston                | NZL  | 1:45,85 WL |
| 2     | Brad Mathas                  | NZL  | 1:46,00    |
| 3     | Riley McGown                 | AUS  | 1:46,37    |
| 4     | Jye Perrott                  | AUS  | 1:46,80    |
| 5     | Jared Micallef               | MLT  | 1:46,87    |
| 6     | Lachlan Raper                | AUS  | 1:47,15    |
| 7     | Luke Boyes                   | AUS  | 1:47,60    |
| 8     | Charlie Hunter               | AUS  | 1:48,77    |
|       | Joshua Perdrisat (Pacemaker) | AUS  | DNF        |

#### Meile
| Platz | Athlet                            | Land | Zeit (min) |
| ----- | --------------------------------- | ---- | ---------- |
| 1     | Oliver Hoare                      | AUS  | 3:52,24 WL |
| 2     | Samuel Tanner                     | NZL  | 3:53,83    |
| 3     | Cameron Myers                     | AUS  | 3:55,44    |
| 4     | Callum Davies                     | AUS  | 3:55,48    |
| 5     | Matthew Ramsden                   | AUS  | 3:55,90    |
| 6     | Jude Thomas                       | AUS  | 3:56,87    |
| 7     | James Hanses                      | AUS  | 3:57,20    |
| 8     | Adehana Kasaye                    | ETH  | 3:57,87    |
| 9     | Ryōji Tatezawa                    | JPN  | 4:00,13    |
| 10    | Jaryd Clifford                    | JPN  | 4:01,98    |
| 11    | Matthew Centrowitz                | USA  | 4:06,52    |
| 12    | Mick Stanovsek                    | AUS  | 4:12,42    |
| 13    | Ryan Gregson                      | AUS  | 4:14,86    |
|       | Wolfgang Cotra-Nemesi (Pacemaker) | AUS  | DNF        |

#### 3000 m
| Platz                    | Athlet                    | Land | Zeit (min) |
| ------------------------ | ------------------------- | ---- | ---------- |
| 1                        | Ishmael Kipkurui          | KEN  | 7:41,38 WL |
| 2                        | Stewart McSweyn           | AUS  | 7:44,36    |
| 3                        | Dan Kibet                 | UGA  | 7:50,11    |
| 4                        | Ben Buckingham            | AUS  | 7:50,93    |
| 5                        | Julian Oakley             | AUS  | 7:53,00    |
| 6                        | Keneth Kiprop             | KEN  | 7:55,90    |
| 7                        | Andre Waring              | AUS  | 7:56,55    |
| 8                        | Matthew Clarke            | AUS  | 7:58,67    |
| 9                        | Jack Bruce                | AUS  | 8:01,96    |
| 10                       | John Gay                  | CAN  | 8:03,91    |
| 11                       | Isaac Heyne               | AUS  | 8:05,09    |
| 12                       | Archie Noakes             | AUS  | 8:12,23    |
| 13                       | Sam McEntee               | AUS  | 8:16,03    |
| 14                       | Shū Hasegawa              | JPN  | 8:35,22    |
|                          | Callum Davies (Pacemaker) | AUS  | DNF        |
| Lachlan Herd (Pacemaker) | AUS                       | DNF  |            |

#### 110 m Hürden
| Platz | Athlet             | Land | Zeit (s) |
| ----- | ------------------ | ---- | -------- |
| 1     | Jacob McCorry      | AUS  | 13,66 WL |
| 2     | Mitchell Lightfood | AUS  | 13,84    |
| 3     | Nicholas Andrews   | AUS  | 13,90    |
| 4     | Daniel Golubovics  | AUS  | 53,07 PB |
| 5     | Austin Little      | AUS  | 14,37    |
| 6     | Hiroyoshi Ushiro   | JPN  | 14,76    |
| 7     | Ryan Neale         | AUS  | 14,83    |

Wind: +0,9 m/s

#### Weitsprung
| Platz | Athlet          | Land | Weite (m) |
| ----- | --------------- | ---- | --------- |
| 1     | Chris Mitrevski | AUS  | 8,16 w    |
| 2     | Darcy Roper     | AUS  | 7,94 w    |
| 3     | Jalen Rucker    | AUS  | 7,93 w    |
| 4     | Sam Taylor      | AUS  | 7,74      |
| 5     | Liam Adcock     | AUS  | 7,74      |
| 6     | Oscar Miers     | AUS  | 7,73      |
| 7     | Henry Frayne    | AUS  | 7,65 w    |
| 8     | Ashley Moloney  | AUS  | 7,42 w    |

#### Diskuswurf
| Platz | Athlet           | Land | Weite (m) |
| ----- | ---------------- | ---- | --------- |
| 1     | Connor Bell      | NZL  | 66,23 NR  |
| 2     | Matthew Denny    | AUS  | 62,73     |
| 3     | Lachlan Page     | AUS  | 54,69     |
| 4     | Nick Dyson       | AUS  | 52,49     |
| 5     | Etienne Rousseau | AUS  | 51,80     |
| 6     | Darcy Miller     | AUS  | 51,78     |
| 7     | Darcy Giddings   | AUS  | 49,14     |
| 8     | Daniel Golubovic | AUS  | 48,40     |
| 9     | Ashley Moloney   | AUS  | 44,98     |

#### Speerwurf
| Platz | Athlet               | Land | Weite (m) |
| ----- | -------------------- | ---- | --------- |
| 1     | Felise Vaha'i Sosaia | FRA  | 82,04     |
| 2     | Cameron McEntyre     | AUS  | 80,32     |
| 3     | Capers Williamson    | USA  | 79,11     |
| 4     | Donavon Banks        | USA  | 77,45     |
| 5     | Cruz Hogan           | AUS  | 75,32     |
| 6     | Hamish Peacock       | AUS  | 70,90     |

### Frauen

#### 100 m
| Platz | Athlet          | Land | Zeit (s)    |
| ----- | --------------- | ---- | ----------- |
| 1     | Naa Anang       | AUS  | 11,20 WL PB |
| 2     | Ella Connolly   | AUS  | 11,30       |
| 3     | Bree Masters    | AUS  | 11,34       |
| 4     | Torrie Lewis    | AUS  | 11,40       |
| 5     | Samantha Geddes | AUS  | 11,47       |
| 6     | Ebony Lane      | AUS  | 11,57       |
| 7     | Hana Basic      | AUS  | 11,64       |
| 8     | Livvy Wilson    | AUS  | 11,73       |

Wind: −1,4 m/s

#### 200 m
| Platz | Athlet          | Land | Zeit (s) |
| ----- | --------------- | ---- | -------- |
| 1     | Ella Connolly   | AUS  | 23,28    |
| 2     | Torrie Lewis    | AUS  | 23,31    |
| 3     | Kristie Edwards | AUS  | 23,49    |
| 4     | Bree Masters    | AUS  | 23,56    |
| 5     | Georgia Hulls   | NZL  | 23,56    |
| 6     | Lakara Stallan  | AUS  | 23,67    |
| 7     | Riley Day       | AUS  | 23,96    |
| 8     | Jessie Andrew   | AUS  | 24,17    |

Wind: −1,5 m/s

#### 1500 m
| Platz | Athletin                       | Land | Zeit (min) |
| ----- | ------------------------------ | ---- | ---------- |
| 1     | Jessica Hull                   | AUS  | 4:07,11 WL |
| 2     | Abbey Caldwell                 | AUS  | 4:07,32    |
| 3     | Georgia Griffith               | AUS  | 4:10,06    |
| 4     | Heather MacLean                | USA  | 4:10,63    |
| 5     | Emma Coburn                    | USA  | 4:10,96    |
| 6     | Melknat Wudu                   | ETH  | 4:11,29 PB |
| 7     | Sarah Billings                 | AUS  | 4:12,39    |
| 8     | Medina Eisa                    | ETH  | 4:12,59    |
| 9     | Jaylah Hancock-Cameron         | AUS  | 4:14,09    |
| 10    | Yume Gotō                      | JPN  | 4:14,39    |
| 11    | Maudie Skyring                 | AUS  | 4:14,66    |
| 12    | Rebekah Greene                 | NZL  | 4:15,08    |
| 13    | Erin Teschuk                   | CAN  | 4:16,49    |
|       | Rochelle Kennedy (Pacemakerin) | AUS  | DNF        |

#### 3000 m
| Platz | Athletin                       | Land | Zeit (min) |
| ----- | ------------------------------ | ---- | ---------- |
| 1     | Senayet Getachew               | ETH  | 8:46,54 WL |
| 2     | Prisca Chesang                 | UGA  | 8:48,85 PB |
| 3     | Nozomi Tanaka                  | JPN  | 8:49,09    |
| 4     | Linden Hall                    | AUS  | 8:50,89    |
| 5     | Rose Davies                    | AUS  | 8:57,94    |
| 6     | Georgia Hansen                 | ETH  | 9:01,37    |
| 7     | Caitlin Adams                  | AUS  | 9:03,53    |
| 8     | Lemlem Nibret                  | ETH  | 9:03,77    |
| 9     | Momoka Kawaguchi               | JPN  | 9:06,87    |
| 10    | Genevieve Gregson              | AUS  | 9:08,87    |
| 11    | Cara Feain-Ryan                | AUS  | 9:12,19    |
| 12    | Amy Bunnage                    | AUS  | 9:13,48    |
| 13    | Reimi Yoshimura                | JPN  | 9:18,24    |
| 14    | Alexandra Bell                 | GBR  | 9:21,95    |
| 15    | Madeline Strandemo             | USA  | 9:27,24    |
| 16    | Yuya Sawada                    | JPN  | 9:27,79    |
|       | Jaime Wainwright (Pacemakerin) | AUS  | DNF        |

#### 100 m Hürden
| Platz | Athletin         | Land | Zeit (s) |
| ----- | ---------------- | ---- | -------- |
| 1     | Michelle Jenneke | NZL  | 12,75 WL |
| 2     | Yumi Tanaka      | JPN  | 13,24    |
| 3     | Emily Britton    | AUS  | 13,29    |
| 4     | Abbie Taddeo     | AUS  | 13,56    |
| 5     | Taneille Crase   | AUS  | 13,68    |
| 6     | Megan Carrs      | AUS  | 14,27    |
| 7     | Alina Frei       | SUI  | 14,44    |
|       | Celeste Mucci    | AUS  | DSQ      |

Wind: +1,2 m/s

#### Hochsprung
| Platz | Athletin          | Land | Höhe (m) |
| ----- | ----------------- | ---- | -------- |
| 1     | Nicola Olyslagers | AUS  | 1,93     |
| 2     | Emily Whelan      | AUS  | 1,87     |
| 3     | Nagisa Takahashi  | JPN  | 1,80     |
| 4     | Erin Shaw         | AUS  | 1,80     |
| 4     | Keeley O’Hagan    | NZL  | 1,80     |
| 6     | Imogen Skelton    | AUS  | 1,80     |
| 7     | Toby Stolberg     | AUS  | 1,80     |

#### Weitsprung
| Platz | Athletin          | Land | Weite (m) |
| ----- | ----------------- | ---- | --------- |
| 1     | Samantha Dale     | AUS  | 6,71 WL   |
| 2     | Tara Davis        | USA  | 6,69      |
| 3     | Brooke Buschkuehl | AUS  | 6,59      |
| 4     | Annie McGuire     | AUS  | 6,43 w    |
| 5     | Mia Scerri        | AUS  | 6,27      |
| 6     | Emelia Surch      | AUS  | 6,23      |
| 7     | Alyssa Lowe       | AUS  | 6,21      |
| 8     | Tomysha Clark     | AUS  | 6,19      |

#### Hammerwurf
| Platz | Athletin         | Land | Weite (m) |
| ----- | ---------------- | ---- | --------- |
| 1     | Rose Loga        | FRA  | 69,31     |
| 2     | Iryna Klymez     | UKR  | 67,78     |
| 3     | Lauren Bruce     | NZL  | 65,45     |
| 4     | Alexandra Hulley | AUS  | 65,15     |
| 5     | Jessica Mayho    | GBR  | 64,19     |
| 6     | Lara Roberts     | AUS  | 60,04     |
| 7     | Lexi Maples      | NZL  | 58,72     |

#### Speerwurf
| Platz | Athletin             | Land | Weite (m) |
| ----- | -------------------- | ---- | --------- |
| 1     | Tori Peeters         | AUS  | 59,00     |
| 2     | Kathryn Mitchell     | AUS  | 57,92     |
| 3     | Mahiro Osa           | JPN  | 55,48     |
| 4     | Bekah Walton         | GBR  | 53,56     |
| 5     | Rebekah Wales        | USA  | 51,88     |
| 6     | Mackenzie Mielczarek | AUS  | 50,43     |